# Senna garrettiana
Senna garrettiana là một loài thực vật có hoa trong họ Đậu. Loài này được (Craib) H.S.Irwin & Barneby miêu tả khoa học đầu tiên.